# Il ventaglio bianco
Il ventaglio bianco (The Young Master) è un film del 1980 diretto da Jackie Chan. Non è mai uscito nei cinema italiani.

## Trama
Tiger e Dragon sono due orfani accolti da un sifu nella sua scuola di arti marziali. Quando Tiger tradisce per denaro la scuola e viene cacciato, Dragon decide di andarlo a cercare per redimerlo e riportarlo sulla retta via. Tuttavia Dragon viene scambiato per Tiger dal capo della polizia e cerca di difendersi con dei rocamboleschi combattimenti prima, e tentativi di fuga poi. Ad un certo punto viene riconosciuto innocente, ma per liberare davvero Tiger sarà costretto ad affrontare in duello il temibile capo dei banditi.